# Trọng Khang
Trọng Khang (chữ Hán: 仲康) hay Trung Khang (中康)) là vị vua thứ tư của nhà Hạ trong lịch sử Trung Quốc.

## Thân thế
Trọng Khang là con thứ của vua Hạ Khải và là em của Thái Khang. Năm 2188 TCN, vua Khải mất, Thái Khang lên thay.
Thái Khang chỉ ham chơi bời, thích săn bắn, không quan tâm việc chính sự nên bị vua nước chư hầu Hữu Cùng là Hậu Nghệ cướp ngôi, phải chạy ra nước ngoài. Trọng Khang theo vua anh chạy đi lưu vong tại nước Châm Tầm.

## Trị vì
Năm 2160 TCN, Thái Khang mất, Trọng Khang lên nối ngôi tại nước Châm Tầm. Sử sách không chép rõ về các sự kiện xảy thời Trọng Khang.
Năm 2147 TCN, Trọng Khang mất, làm vua được 13 năm. Con ông là Hạ Tướng lên thay. Dòng dõi Nhà Hạ phải lưu lạc thêm 2 đời sau mới giành lại được ngôi vua.